# Al-Zirbah (nahija)
Nahija Al-Zirbah (ar. ناحية الزربة‎) je nahija u okrugu Jabal Sam'an, u sirijskoj pokrajini Alep. Površina nahije je 354,79 km2. Po popisu iz 2004. (prije rata), nahija je imala 55.391 stanovnika. Administrativno sjedište je u naselju Al-Zirbah.
Godine 2009., nahija Zammar je oformljena izdvajanjem iz ove nahije.